# 玖瓏山

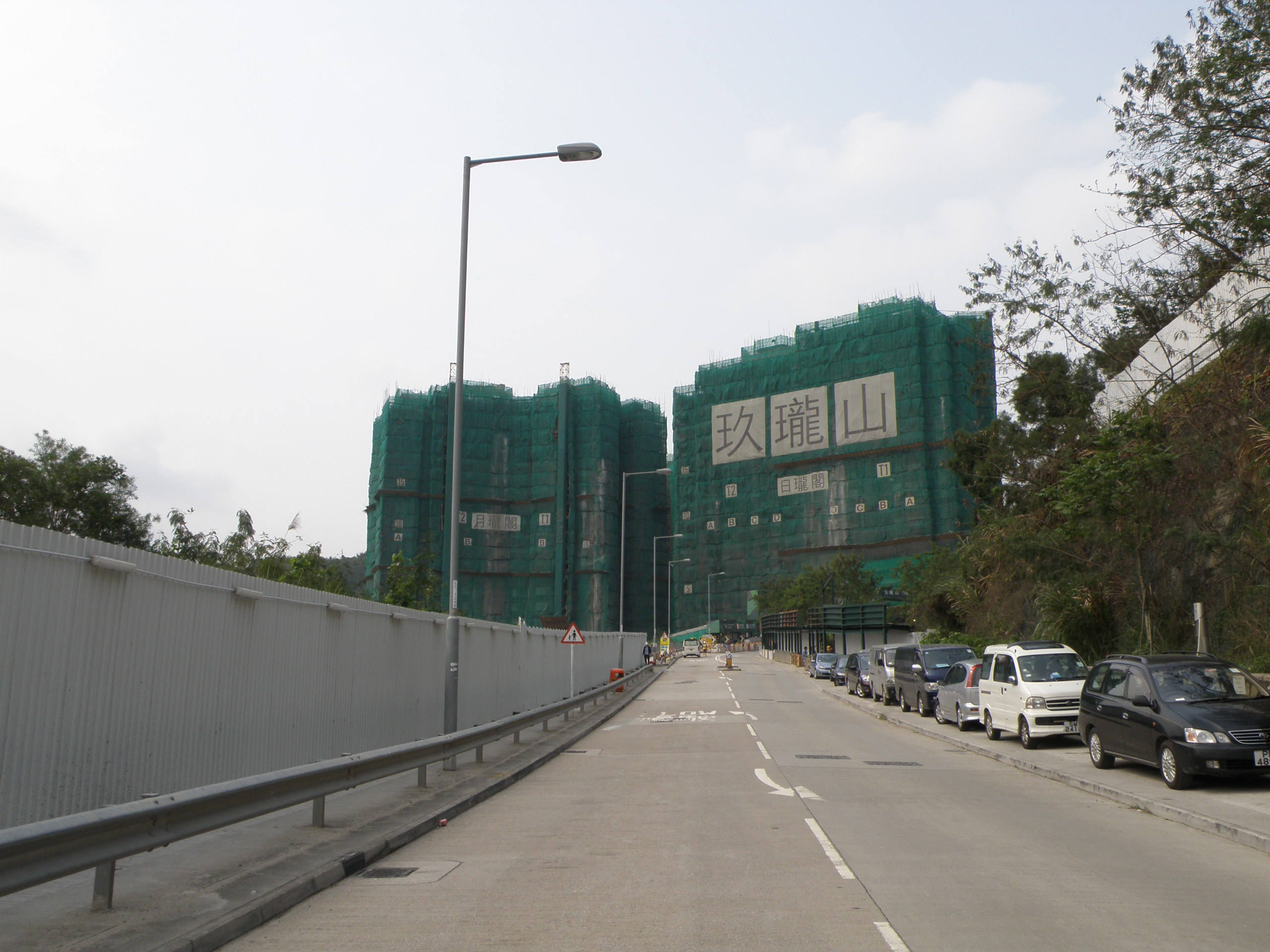
建築中的玖瓏山（2015年3月）

玖瓏山（英語：Dragons Range），位處香港新界沙田九肚山麗坪路33號，是嘉里建設、信和置業及萬泰集團合作發展的高尚住宅項目，亦是九肚新開發區首個建成的私人屋苑，由劉榮廣伍振民建築師事務所設計。物業分為10座樓高十數層的大廈，共提供973個425至2,607平方呎的單位，間隔由1房2廳至5房2廳不等，2014年11月開售，已於2016年第3季入伙。設施方面包括泳池、兒童遊樂場、草坪、園林、會所、停車場等。

## 相關物業
- 尚珩

## 外部連結
- 官方网站